# Газерсенг
Газерсенг (перс. گازرسنگ‎) — село на севере Ирана, в остане Альборз. Входит в состав шахрестана Назарабад. Является частью дехестана (сельского округа) Ахмедабад бахша Меркези.

## География
Село находится в западной части Альборза, к югу от гор Эльбурс, на расстоянии приблизительно 35 километров к западу-северо-западу (WNW) от Кереджа, административного центра провинции. Абсолютная высота — 1276 метров над уровнем моря.

## Население
По данным переписи 2006 года население села составляло 512 человек (266 мужчин и 246 женщин). В Газерсенге насчитывалось 136 домохозяйств. Уровень грамотности населения составлял 76,56 %. Уровень грамотности среди мужчин составлял 78,95 %, среди женщин — 73,98 %.